# Gewissen in Aufruhr (Buch)
Gewissen in Aufruhr ist ein von Rudolf Petershagen verfasstes und 1957 in der DDR erschienenes autobiografisches Buch über die Jahre 1942 bis 1955. Es diente als Vorlage für die gleichnamige DDR-Fernsehserie von 1961.

## Inhalt
Der Bericht beginnt 1942 mit der Ereignissen der Schlacht von Stalingrad, an denen der damals 41-jährige Rudolf Petershagen als Oberst und Kommandeur des Greifswalder 92. Panzergrenadierregiments teilnahm. Es folgt die detaillierte Schilderung der kampflosen Übergabe von Greifswald durch den inzwischen zum Standortältesten ernannten Petershagen an die Rote Armee und die darauf folgende 3-jährige sowjetische Kriegsgefangenschaft. Den meisten Raum nimmt Petershagens 4-jährige Haftzeit in München, Landsberg und Straubing ein. Der Bericht endet mit Peterhagens Ernennung zum Ehrenbürger der Stadt Greifswald am 19. Oktober 1955.

## Auflagen
Die Erstveröffentlichung war 1957 im Verlag der Nation (kurz VdN). Dies war der 1948 in Ost-Berlin gegründete Parteiverlag der National-Demokratischen Partei Deutschlands, deren Kreisvorsitzender Petershagen war. In den folgenden drei Jahrzehnten wurde fast jedes Jahr eine neue Auflage herausgegeben, die letztmalige 23. Auflage erschien 1988.

## Würdigung
Ab der 12. Auflage (1966) wurden das Buch und die Gesinnung von Rudolf Petershagen mit einem anhängten Nachwort durch Joachim Mai vom Historischen Institut der Universität Greifswald gewürdigt:

„R. Petershagen ist auf dem Weg, den ihm sein Gewissen vorschrieb, konsequent weitergeschritten. Er blieb unbeugsam während der vierjährigen Haft in Westdeutschland und bezeugte damit, daß er ein Patriot des neuen Deutschlands, der Deutschen Demokratischen Republik, geworden war.
Demgegenüber erwiesen sich die als Kriegsverbrecher in Landsberg inhaftierten ehemaligen hohen Offiziere der Hitler-Wehrmacht als unfähig, aus der Vergangenheit zu lernen; sie orientierten sich auf den in der westdeutschen Bundesrepublik wiedererstandenen Imperialismus. Ihre Erfahrungen und Schlußfolgerungen spiegeln sich in jener Flut von Memoiren wider, die auf eine Verherrlichung der faschistischen Kriegszüge und die Rehabilitierung der Hitlergeneralität hinauslaufen.
Im Gegensatz dazu legt R. Petershagen ausführlich, lebendig und offen dar, unter welchen Schwierigkeiten er sich aus den Fesseln seiner imperialistischen Umwelt gelöst hat; er gibt als Mann aus dem Bürgertum ein hervorragendes Beispiel für die Bewältigung der Vergangenheit. Gewissen in Aufruhr läßt den komplizierten Prozeß des Umdenkens vieler Deutscher, die in der Deutschen Demokratischen Republik beim Aufbau des Sozialismus mitwirken, verständlich werden. Somit ist Rudolf Petershagens Gewissen in Aufruhr eine wertvolle Quelle zur deutschen Geschichte.“

## Verfilmung
Gewissen in Aufruhr wurde als fünfteilige Miniserie der DEFA für das Fernsehen der DDR von 1961 mit Erwin Geschonneck in der Hauptrolle verfilmt. Für ihre Mitwirkung an diesem Film wurden Rudolf Petershagen und seine Frau Angelika Petershagen 1961 mit dem Vaterländischen Verdienstorden in Silber ausgezeichnet.